# Херал, Йозеф
Йозеф Херал (нем. Josef Heral, 1847, Вена — 11 марта 1877, там же) — австрийский шахматист, мастер.
Участник крупного шахматного турнира в Вене (1873 г.). Херал разделил 9—11-е места при 12 участниках. Шахматисты по круговой системе играли друг с другом микроматчи из трёх партий. При выигрыше матча победитель получал 1 очко, при ничьей в матче оба соперника получали по пол-очка, за поражение в матче — 0 очков. При выигрыше двух первых партий подряд матч заканчивался досрочно в пользу выигравшего (2:0), и третья партия не игралась. Херал набрал 3 очка: 6 матчей он завершил вничью и 5 проиграл (результат по партиям — 12 из 31).
Играл в основном в кафе «Weghuber». Его постоянным противником был другой участник венского турнира 1873 г. О. Гельбфус.
По профессии адвокат.
Также известно, что Херал занимался шахматной композицией. В одном из некрологов его называют «талантливым представителем австрийской школы проблемистов»
В определении дат жизни Херала существуют разночтения. Дж. Гейдж указывает, что Херал умер 27 сентября 1877 г., однако это дата смерти О. Гельбфуса. Некролог Херала помещен в № 3 журнала «Deutsche Schachzeitung». В настоящей статье приводятся данные из «Niederösterreichischer Schachchronik».
Фото Херала есть в книге Э. Уинтера «Edward Winter’s Chess Notes» (C.N. 3478).